# Église Saint-Martin de Chagny
L'église Saint-Martin de Chagny est une église située sur le territoire de la commune de Chagny dans le département français de Saône-et-Loire, en région Bourgogne-Franche-Comté.

## Historique
En 1220, l’évêque de Chalon-sur-Saône Duran II fait établir un prieuré de 12 moines. L’église primitive a donc été bâtie sur les restes d'une chapelle antérieure vers la fin du XIIe siècle et le début du XIIIe siècle. L’ensemble du bâtiment s’inspire de l’architecture cistercienne (ordre religieux de l'abbaye de Cîteaux).
Le clocher fait l'objet d'un classement au titre des monuments historiques depuis le 19 avril 1932 et l'église est inscrite depuis le 29 septembre 2010.
Il abrite deux cloches : l'une bénite en juin 1835 et pesant 2,3 tonnes, l'autre de 580 kg fondue en 1989 par Cornille Havard à Villedieu-les-Poêles.

## Description
Initialement l'édifice se compose d'une nef centrale à l'extrémité de laquelle est le clocher et de deux nefs latérales. Elle est remaniée et agrandie à diverses reprises.

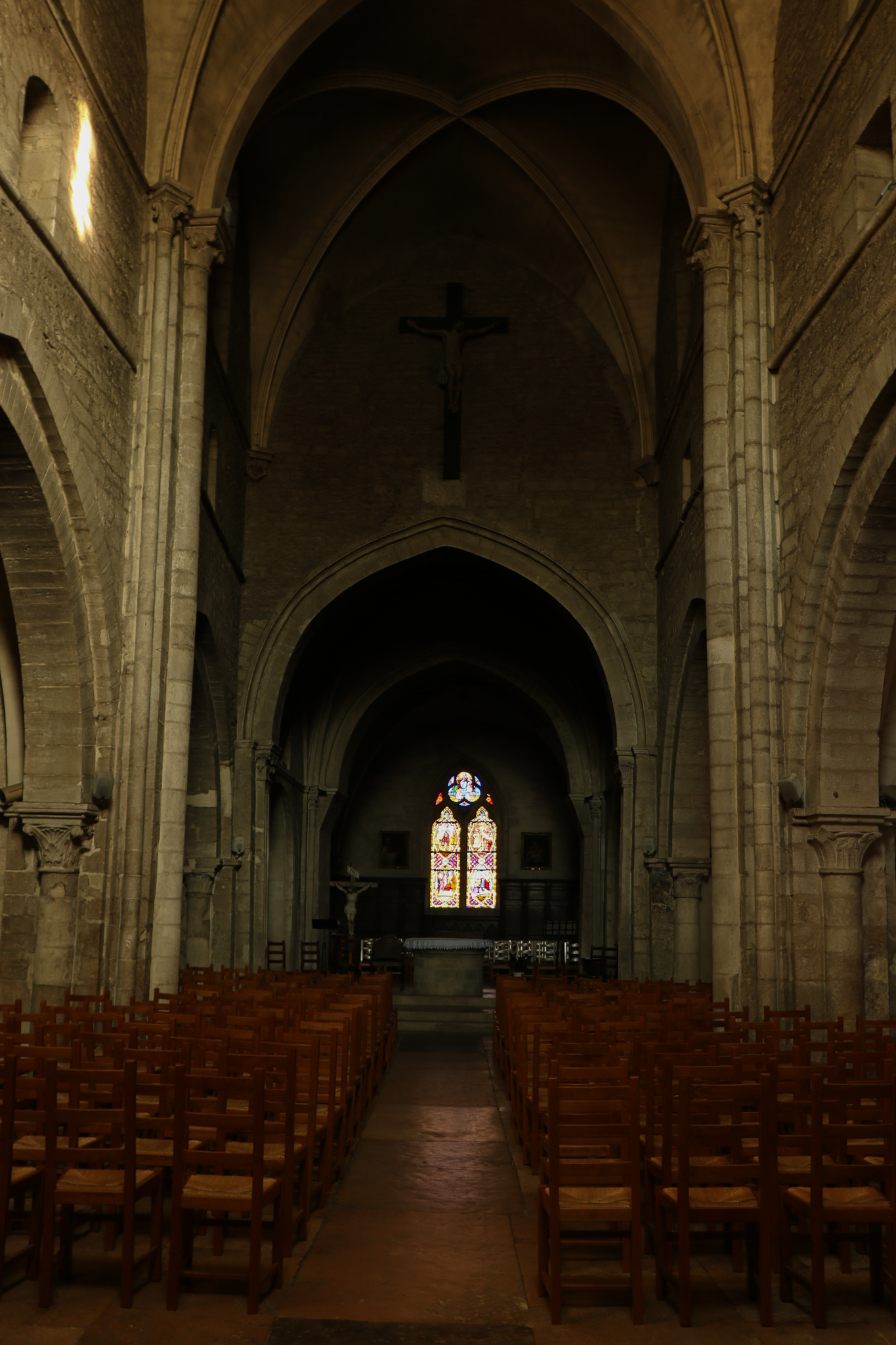
La nef